# مغالطة قناص تكساس

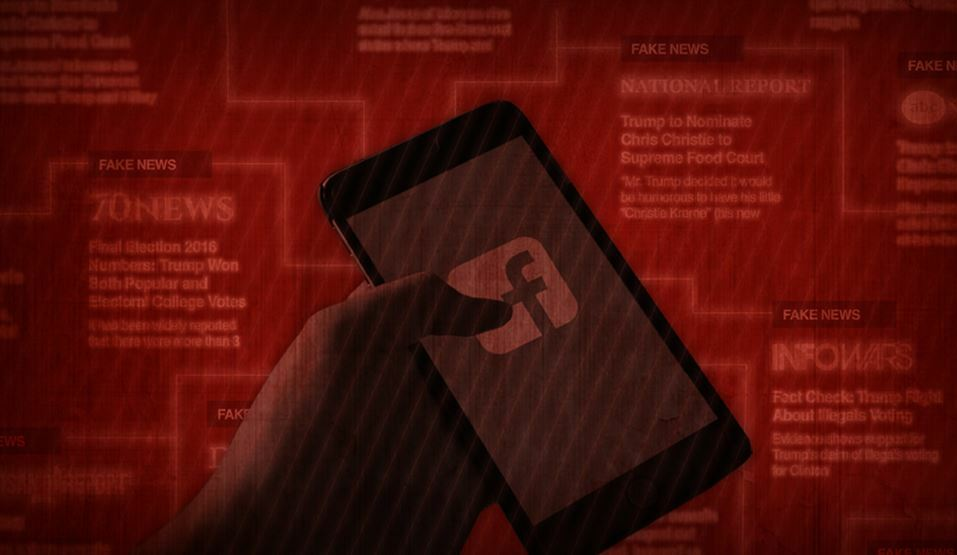
الأخبار الكاذبة من إذاعة صوت أميركا

مغالطة قناص تكساس هي مغالطة غير رسمية تحدث عندما يتم التركيز على التشابهات في الحقائق والمعطيات وتجاهل الاختلافات. ومن هذا المنطلق يصبح الاستنتاج خاطئاً. هذه المغالطة هي التطبيق الفلسفي/الخطابي لمشكلة المقارنات المتعددة (في الإحصائيات) والاستسقاط في علم النفس المعرفي. ويرتبط ذلك بالوهم المتكتل (clustering illusion)، الذي يشير إلى ميل في الإدراك البشري لتفسير أنماط لا وجود لها في الواقع.
أصل تسمية هذا المصطلح كان من نكتة عن رجل من تكساس يطلق بعض الأعيرة النارية على جانب حظيرته، ثم يرسم هدف على المنطقة التي تحتوي على أكبر عدد من طلقاته ويدعي بذلك أنه قناص.

## هيكل المغالطة
غالباً ما تنشأ المغالطة عندما يكون لدى الشخص كمية كبيرة من البيانات تحت تصرفه ولكن يركز فقط على مجموعة فرعية صغيرة من تلك البيانات. بعض العوامل الأخرى قد تعطي جميع العناصر في المجموعة الفرعية نوعاً من الملكية المشتركة (أو زوج من الخصائص المشتركة، عندما يتم الدفاع عن الارتباط). إذا حاول الشخص أن يرجح عملية العثور على بعض من المجموعات الفرعية في البيانات مع بعض من الخصائص المشتركة من خلال عامل آخر غير السبب الفعلي، عندها من المرجح أن يرتكب مغالطة قناص تكساس.
تتميز المغالطة بعدم وجود فرضية محددة قبل جمع البيانات أو صياغة فرضية فقط بعد أن يتم تجميع البيانات وفحصها. وهكذا، فإنه عادة لا يؤخذ من الشخص الذي لديه معرفة أو توقعات مسبقة في المسألة المعروضة في البيانات. على سبيل المثال، يمكن للمرء أن يستبق النظر في المعلومات ويفكر بآلية فيزيقية محددة تضمن العلاقة الخاصة. ويمكن للمرء عندها استخدام هذه المعلومات لتقديم الدعم أو الشك في وجود تلك الآلية. بدلاً من ذلك، إذا أمكن توليد معلومات إضافية باستخدام نفس العملية على المعلومات الأصلية، يمكن للمرء استخدام المعلومات الأصلية لبناء فرضية، ومن ثم اختبار الفرضية على البيانات الجديدة.

## أمثلة
- حاولت دراسة سويدية في عام 1992 أن تحدد ما إذا كانت خطوط الكهرباء تسبب نوعاً من الآثار الصحية السيئة أم لا. وأجرى الباحثون دراستهم على كل من يعيش على مسافة 300 متر من خطوط الكهرباء ذات الجهد العالي على مدى 25 عاماً وبحثوا عن زيادة ذات دلالة إحصائية في معدلات أكثر من 800 من الأمراض. ووجدت الدراسة أن معدل الإصابة بسرطان الدم في مرحلة الطفولة كان أعلى أربع مرات من بين الذين يعيشون مسافات أقرب ألى خطوط الكهرباء لهذا طالبت الحكومة السويدية بعمل شيء حيال ذلك. المشكلة مع الاستنتاج هنا هو عدد الأمراض المحتملة. على سبيل المثال، أكثر من 800 مرض كان عدد كبير لدرجة أنها خلقت احتمال كبير أن مرض واحد على الأقل من شأنه أن يحمل ظهور اختلافات ذات دلالة إحصائية بالصدفة وحدها. فشلت الدراسات اللاحقة في إظهار أي علاقة بين خطوط الكهرباء وسرطان الدم في مرحلة الطفولة لا من ناحية السببية ولا حتى من ناحية العلاقة الارتباطية.[5]
- كثيراً ما وجدت هذا المغالطة في التفسيرات الحديثة من رباعيات نوستراداموس. وغالباً ما تترجم الرباعيات بشكل متحرر من النسخة الأصلية القديمة الفرنسية مما يعني بعض الأحيان تجريدها من سياقها التاريخي، ومن ثم تطبيقها لدعم استنتاج أن نوستراداموس تنبأ بحدث معين في العصر الحديث، بعد وقوع الحدث في الواقع.[6]

## تحليل هذه المغالطة
يُطلق على هذه المغالطة اسم وهم التكتل أيضاً. وتظهر عندما يتجاهل المرء عامل العشوائية في تحديد ما إذا كانت النتائج التي حصل عليها هادفة أو لا. يقع العديد من المستثمرين ضحية هذه المغالطة عندما يقيمون مدراء حافظة الاستثمارات (محافظ الأوراق المالية)، حيث يركزون على الصفقات والاستراتيجيات التي نجح المدير بتحقيقها، لكنهم يغفلون سهواً الأخطاء التي يرتكبها المدير. فعلى سبيل المثال، قد يحصل العملاء على عائدات مالية خلال الأزمات الاقتصادية، فيشعرون أن المدير ذو كفاءة عالية استطاع التنبؤ بالكساد.

## مقارنة مغالطة قناص تكساس مع مغالطات منطقية أخرى
على المستثمر الحكيم فهم وتجنب مغالطة قناص تكساس، بالإضافة إلى عدد كبير من المغالطات الأخرى. فمغالطة مونتي كارلو مثلاً، أو مغالطة المقامر، هي مغالطة تحدث عندما يقوم شخص ما بالرهان على نتيجة معينة بناءً على حدث سابق (أو سلسلة من الأحداث). وتفسر هذه المغالطة بأن النتائج والأحداث الماضية لا تملك أي تأثير على الأحداث المستقبلية. فعلى سبيل المثال، قد يرغب مستثمر ما ببيع أسهمه المالية بعد إجراء صفقة مربحة، ظناً منه أن قيمة الأسهم ستنخفض على الأغلب بعد فترة من العوائد المالية المرتفعة.
وإليك بمثال آخر: فلنفترض وجود موقع تعارف يدعي أن سالي وبيلي سيتوافقان مع بعضهما لأنهما يملكان اهتمامات مشتركة، فكلاهما (وفقاً لبياناتهما على هذا الموقع الافتراضي) يحبان تناول البيتزا ومشاهدة الأفلام، كلاهما ينتميان إلى الحزب الجمهوري. ارتكب هذا الموقع مغالطة قناص تكساس، فلم يأخذ بالحسبان الأشياء الأخرى التي يحبها أو يكرهها كل من سالي وبيلي. أي ربما يتشارك سالي وبيلي بـ 10 اهتمامات، لكنهما يتخلفان بـ 100 اهتمام آخر. وهذا أساس مغالطة قناص تكساس، أي التركيز على أوجه التشابه وإهمال أوجه الاختلاف.